# Zereg
Zereg (mongolisch Зэрэг Сум, auch: Dzereg Sum) ist eine Sum (Bezirk) der Aimag (Provinz) Chowd in der Westmongolei. Das Verwaltungszentrum ist Altanteel.

## Geographie

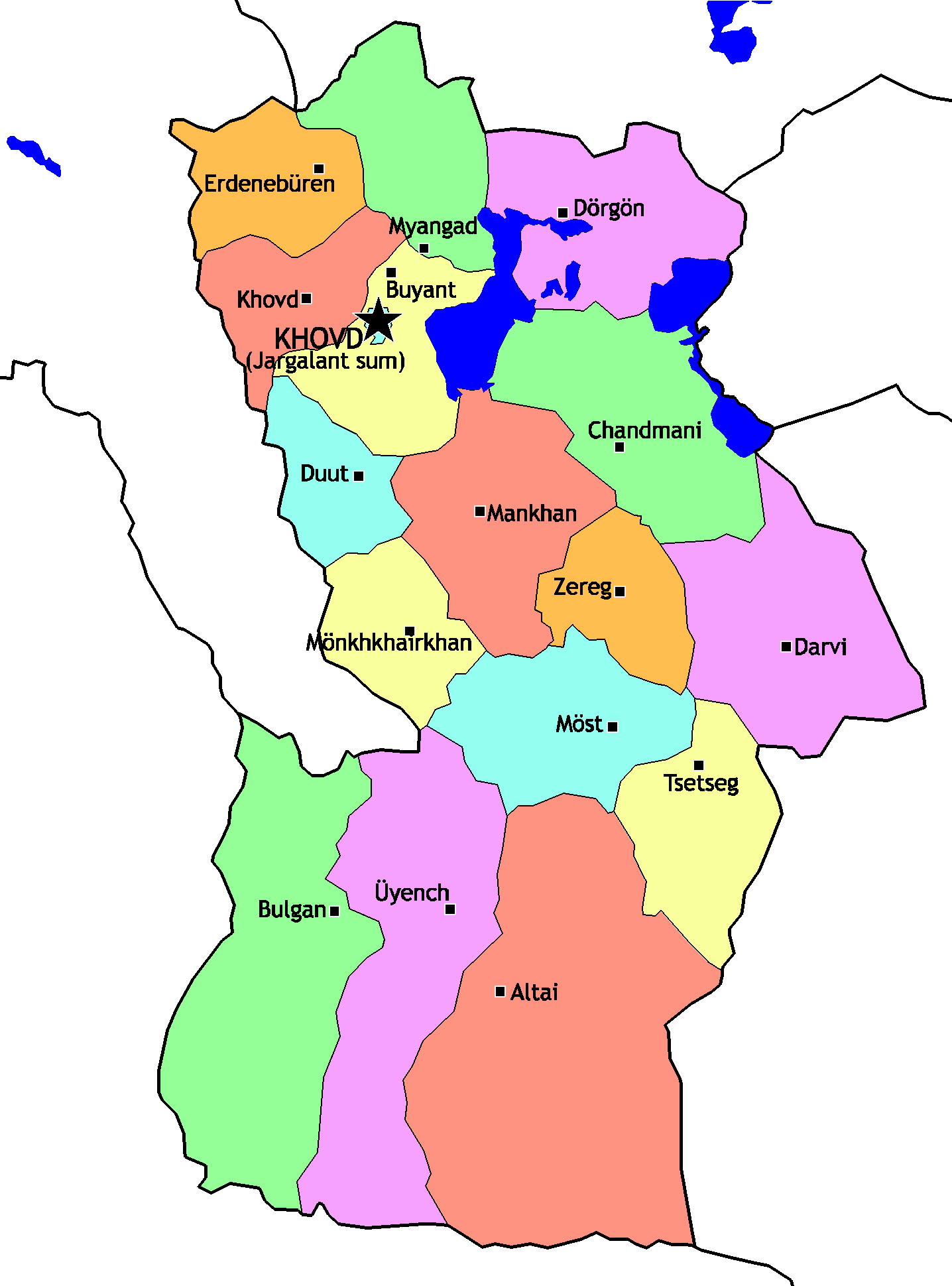
Die Sum von Chowd

Das Sum liegt im Zentrum der Provinz, zwischen den Gebirgszügen Baatar Hayrhan im Süden und Bumbag Hayrhan Uul im Norden. Bestimmend fü die Region sind der See Dzeregiyn Nuur und der Fluss Hoyt Tsenher Gol. An das Sum grenzen die Bezirke Tschandman (Chandmani, Чандмань, N), Darwi (Дарви, O), Möst (Мөст, S) und Manchan (Манхан, Mankhan, W). Die AH 4 ist die Hauptverkehrsroute.

## Persönlichkeiten
- Tsachiagiin Elbegdordsch (1963), Vierter Präsident der Mongolei (2009–2017)